# Notre-Dame de La Salette (titre cardinalice)
Pour les articles homonymes, voir Notre-Dame et Notre-Dame de la Salette (homonymie).
Le titre cardinalice de Notre-Dame-de-la-Salette (Nostra Signora de La Salette) est érigé par le pape Paul VI le 28 avril 1969. Il est rattaché à l'église Notre-Dame-de-la-Salette qui se trouve dans le quartier  du Gianicolense au sud-ouest de Rome.

## Titulaires
| - Alfredo Vicente Scherer (1969-1996) - Polycarp Pengo (1998-) |